# Rolls-Royce Boat Tail
La Rolls-Royce Boat Tail è un'autovettura di lusso prodotta dalla casa automobilistica britannica Rolls-Royce Motor Cars dal 2021.

## Profilo e contesto

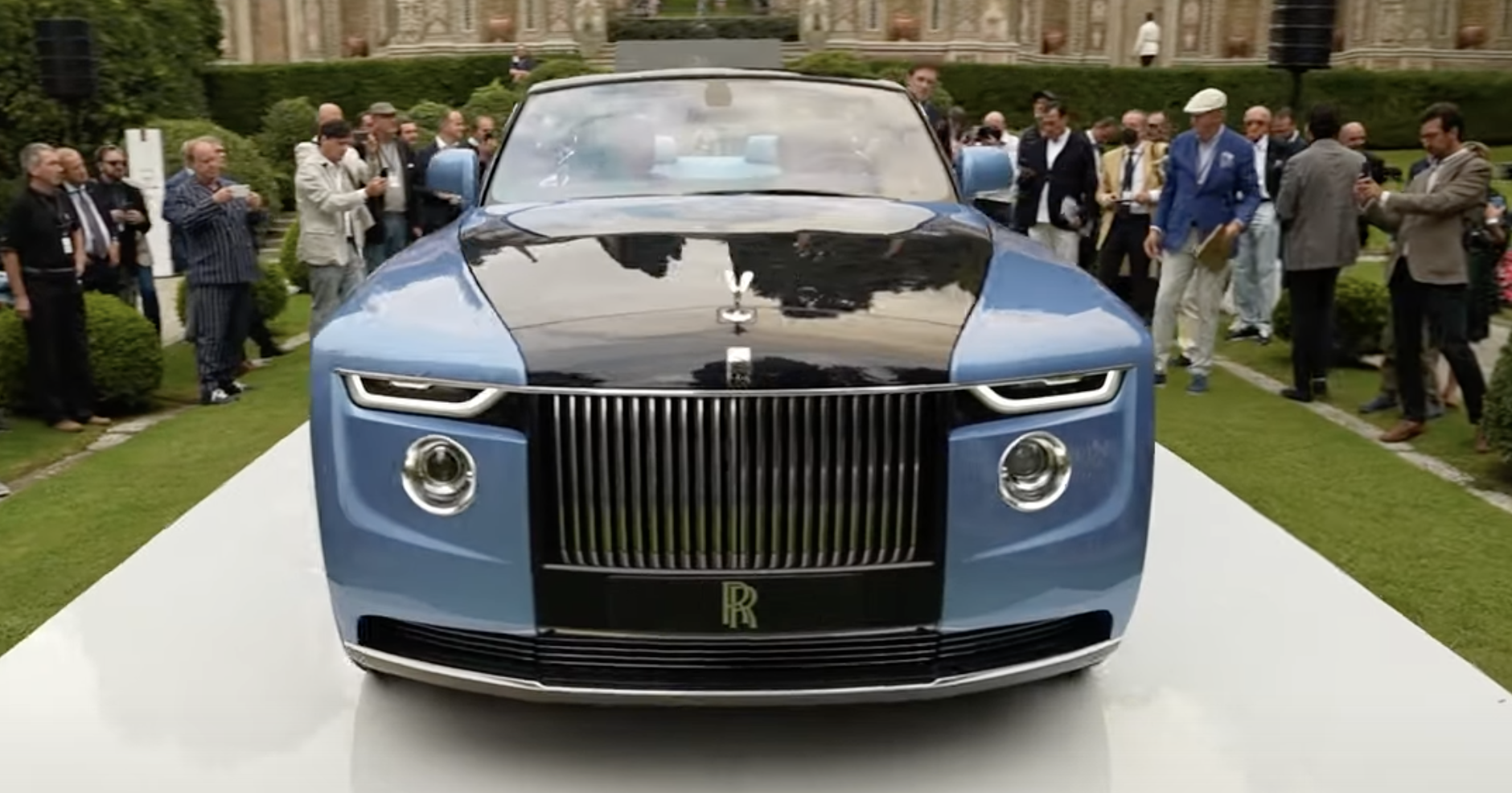
Frontale

Il 30 maggio 2018 la BMW, che controlla la Rolls-Royce, ha brevettato e registrato il nome Boat Tail all'Ufficio per la proprietà intellettuale dell'Unione europea.

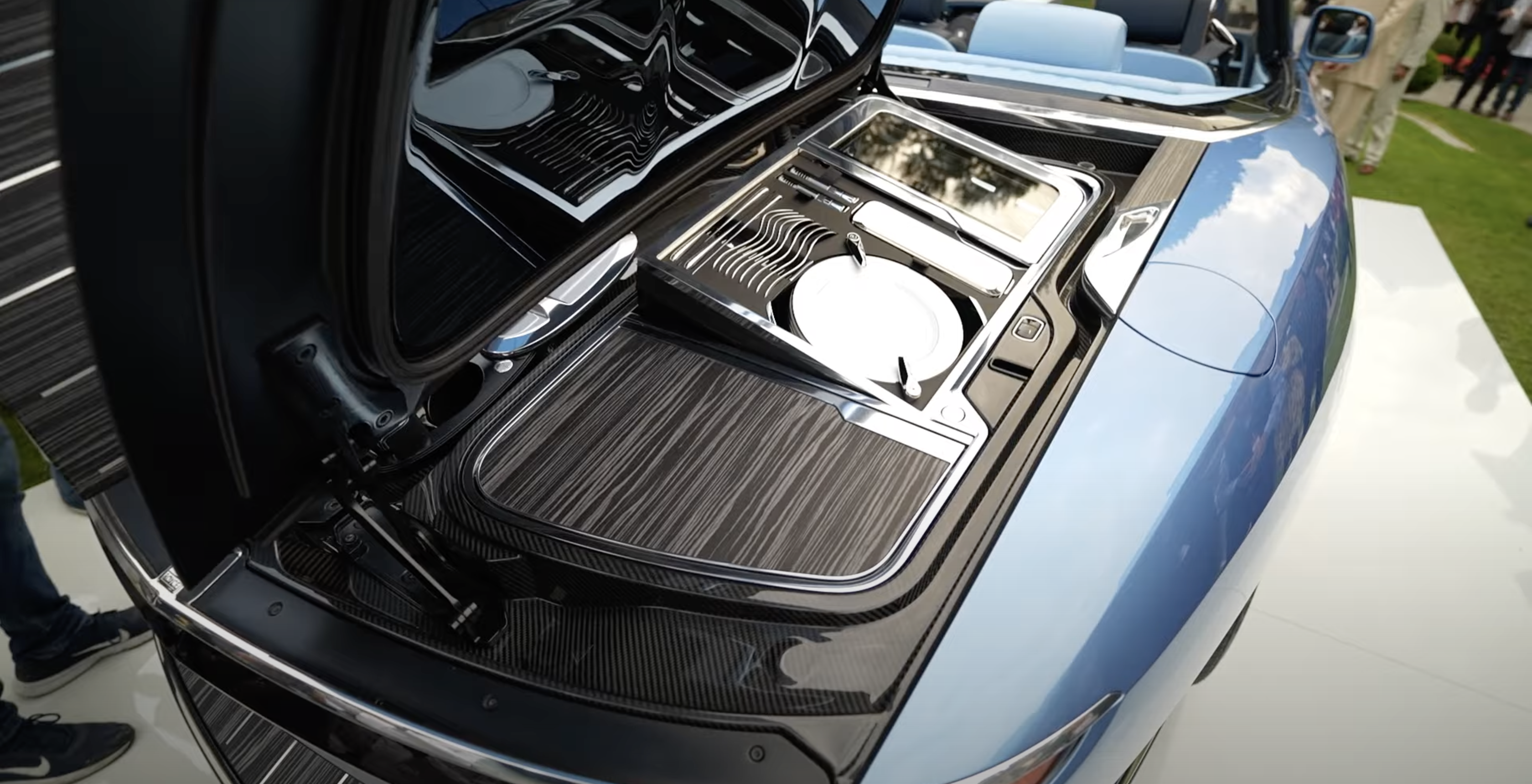
Dettaglio del posteriore

La Boat Tail è una cosiddetta fuoriserie, la cui produzione è prevista in soli 3 esemplari. L'auto è stata progettata dalla divisione dell'azienda dedita alla personalizzazione e realizzazione di serie speciali su specifiche dei clienti, reinterpretando il design delle Rolls-Royce degli anni '10 e traendo ispirazione dagli yacht degli anni '20 e '30. L'auto condivide gran parte del telaio e il motore da 6,7 litri V12 con la Rolls-Royce Phantom VIII, ma da quest'ultima differisce per la carrozzeria cabriolet a due porte ad apertura controvento e per avere 1813 parti realizzate appositamente e solamente per essa.
La prima delle tre vetture costruite, presenta nel maggio 2021, si caratterizza per alcune dotazioni che sono peculiari degli yacht. Tra queste figurano una tenda parasole che si apre dal vano posteriore, tavolini da cocktail girevoli con sgabelli, un set completo di stoviglie Christofle e due frigoriferi contenenti bottiglie di champagne Armand de Brignac. Nella parte posteriore, che è rifinita in legno in modo simile alle barche a vela, è presente un vano che si apre con due scompartimenti incernierati verso il centro a forma di farfalla, con un angolo di apertura di 67 gradi. L'auto inoltre è dotata di un sistema audio Bose realizzato appositamente per la Boat Tail che utilizza la struttura del pavimento dell'auto come cassa di risonanza.
Con un prezzo stimato intorno ai 28 milioni di dollari, viene considerata tra le vetture di nuova immatricolazione di serie più costose del mondo.
Nel maggio 2022 al concorso di Villa d'Este, ne è stato presentato il secondo esemplare.